# みなみのかんむり座ベータ星
みなみのかんむり座β星（みなみのかんむりざベータせい、β Coronae Australis, β CrA）は、みなみのかんむり座のK型輝巨星である。